# Embassichthys
Embassichthys is een monotypisch geslacht van straalvinnige vissen uit de familie van schollen (Pleuronectidae).

## Soort
- Embassichthys bathybius (Gilbert, 1890)